# Dallas Mavericks 2012-2013
La stagione 2012-2013 dei Dallas Mavericks fu la 33ª nella NBA per la franchigia.
I Dallas Mavericks arrivarono quarti nella Southwest Division della Western Conference con un record di 41-41, non qualificandosi per i play-off.

## Risultati
- Quarti nella Southwest Division.

| Squadra             | V  | P  | %    | GB |
| ------------------- | -- | -- | ---- | -- |
| San Antonio Spurs   | 58 | 24 | 70,7 | -  |
| Memphis Grizzlies   | 56 | 26 | 68,3 | 2  |
| Houston Rockets     | 45 | 37 | 54,9 | 13 |
| Dallas Mavericks    | 41 | 41 | 50,0 | 17 |
| New Orleans Hornets | 27 | 55 | 32,9 | 31 |

## Roster
| N° | Naz.                   | Ruolo | Sportivo              | Anno | Alt. | Peso |
| -- | ---------------------- | ----- | --------------------- | ---- | ---- | ---- |
| 0  | Stati Uniti (bandiera) | A     | Shawn Marion          | 1978 | 201  | 100  |
| 1  | Stati Uniti (bandiera) | G     | Jared Cunningham      | 1991 | 193  | 88   |
| 3  | Francia (bandiera)     | G     | Rodrigue Beaubois     | 1988 | 183  | 73   |
| 4  | Stati Uniti (bandiera) | G     | Darren Collison       | 1987 | 183  | 73   |
| 5  | Stati Uniti (bandiera) | C     | Bernard James         | 1985 | 208  | 109  |
| 6  | Stati Uniti (bandiera) | G     | Derek Fisher          | 1974 | 185  | 91   |
| 6  | Stati Uniti (bandiera) | A     | Troy Murphy           | 1980 | 211  | 111  |
| 7  | Stati Uniti (bandiera) | G     | Justin Dentmon        | 1985 | 180  | 84   |
| 8  | Stati Uniti (bandiera) | G     | Chris Wright          | 1989 | 185  | 95   |
| 9  | Stati Uniti (bandiera) | A     | Jae Crowder           | 1990 | 201  | 109  |
| 10 | Nigeria (bandiera)     | G     | Josh Akognon          | 1986 | 180  | 84   |
| 13 | Stati Uniti (bandiera) | A     | Mike James            | 1975 | 188  | 85   |
| 17 | Stati Uniti (bandiera) | G     | Chris Douglas-Roberts | 1987 | 201  | 91   |
| 20 | Stati Uniti (bandiera) | G     | Dominique Jones       | 1988 | 193  | 98   |
| 23 | Stati Uniti (bandiera) | G     | Anthony Morrow        | 1985 | 196  | 95   |
| 25 | Stati Uniti (bandiera) | GA    | Vince Carter          | 1977 | 198  | 98   |
| 30 | Stati Uniti (bandiera) | A     | Dahntay Jones         | 1980 | 198  | 95   |
| 32 | Stati Uniti (bandiera) | G     | O.J. Mayo             | 1987 | 193  | 95   |
| 34 | Stati Uniti (bandiera) | A     | Brandan Wright        | 1987 | 206  | 93   |
| 35 | Germania (bandiera)    | C     | Chris Kaman           | 1982 | 213  | 122  |
| 41 | Germania (bandiera)    | A     | Dirk Nowitzki         | 1978 | 213  | 108  |
| 42 | Stati Uniti (bandiera) | C     | Elton Brand           | 1979 | 203  | 125  |
| 52 | Stati Uniti (bandiera) | C     | Eddy Curry            | 1982 | 213  | 134  |

## Staff tecnico
- Allenatore: Rick Carlisle
- Vice-allenatori: Jim O'Brien, Monte Mathis, Tony Brown, Darrell Armstrong
- Vice-allenatori per lo sviluppo dei giocatori: Brad Davis, Mike Shedd
- Vice-allenatore/preparatore fisico: Robert Hackett
- Preparatore atletico: Casey Smith
- Assistente preparatore atletico: Dionne Calhoun